# Бабаджанов, Мухаммед-Салих Караулович
Бабаджа́нов Мухамме́д-Сали́х Карау́лович (в современных казахстанских источниках его имя приводится в казахской транскрипции Бабажанов Мухамбет-Салык) (1832, Букеевская Орда Астраханской губернии — 1871, там же) — казахский общественный деятель, просветитель, этнограф. 

## Биография
Начальное образование Бабаджанов получил в Ханскоставочной русско-казахской школе (1841—1845). В 1851 году окончил Азиатское отделение Неплюевского кадетского корпуса в Оренбурге. В 1852—1855 годах работал в канцелярии Оренбургской пограничной комиссии. В 1855—1861 годах советник Временного совета Внутренней Орды. В 1866—1871 годах руководитель Камыш-Самарской части Внутренней Орды. Изучал памятники старины и собирал произведения устного народного творчества. Материалы и экспонаты, имеющие отношение к истории, археологии, этнографии, быту казахского народа, отсылал в музеи и научные учреждения России. Публиковал исследования о традициях, обычаях, вероисповедании казахов. В 1861 году М. Бабаджанов был избран членом Русского географического общества и за значительный вклад в работу этнографического отделения награждён серебряной медалью. Активно занимался общественно-политической деятельностью, писал статьи, где выражал крайнее недовольство колониальной политикой России в степи. В 1860 году в составе делегации полномочных представителей казахского народа ездил на аудиенцию к царю в Петербург с жалобой на действия Оренбургского генерал-губернатора В. А. Перовского. Значительный вклад М.Бабаджанова в науку и культуру Казахстана отмечали Ч. Валиханов, П. П. Семенов-Тян-Шанский, В. В. Григорьев, А.Харузин и др. Даулеткерей посвятил ему кюй «Смерть Салыка».

## Сочинения
- Этнографические статьи, А., 1993;
- Сочинения, составил И. П. Ивлев, А., 1996.